# Brenda Helser
Brenda Helser   (San Francisco, 26 de maig de 1926 - 26 de març de 2001), posteriorment coneguda amb el nom de casada Brenda de Morelos fou una nedadora estatunidenca que va competir durant la dècada de 1940.
El 1948 va prendre part en els Jocs Olímpics de Londres on on va disputar tres proves del programa de natació. En els 4x100 metres lliures va guanyar la medalla d'or fent equip amb Marie Corridon, Thelma Kalama i Ann Curtis, mentre en els 400 metres lliures fou cinquena i en els 100 metres lliures quedà eliminada en sèries.
Helser es casà amb el Comte de Morelos, un noble francès, i va convertir-se en Comtessa de Morelos y Guerrero.